# Invasion of Privacy
Singles
1. Bodak Yellow
Sortie : 16 juin 2017
2. Bartier Cardi
Sortie : 22 décembre 2017
3. Be Careful
Sortie : 30 mars 2018
4. I Like It
Sortie : 25 mai 2018
5. Ring (en)
Sortie : 20 août 2018

Invasion of Privacy est le premier album studio de la rappeuse américaine Cardi B sorti en avril 2018.

## Pistes
| 1.    | Get Up 10                               | - Belcalis Almanzar - James Swanqo - Sean Allen - Anthony Tucker - Robert Williams - Maurice Jordan - Jermaine Preyan | - The Beat Bully - DJ SwanQo - Sean Allen | 3:51 |
| 2.    | Drip (featuring Migos)                  | - Almanzar - Quavious Marshall - Takeoff - Kiari Cephus - Joshua Cross | - Cassius Jay - Nonstop Da Hitman         | 4:23 |
| 3.    | Bickenhead                              | - Almanzar - Austin Owens - Keyz - Philip Coleman, Jr. - Jordan Thorpe | - Ayo - Keyz - NES                        | 3:01 |
| 4.    | Bodak Yellow                            | - Almanzar - Dieuson Octave - Jermaine White - Thorpe - Klenord Raphael - Laquan Green | - J. White - Klenord Raphael              | 3:43 |
| 5.    | Be Careful                              | - Almanzar - Matthew Samuels - Anderson Hernandez - Adam Feeney - Thorpe - Marilyn Bergman - Alan Bergman - Robert Diggs - Lauryn Hill - Clifford Smith - Lamont Hawkins - Dennis Coles - Gary Grice - Jason Hunter - Russell Jones - Corey Woods - Marvin Hamlisch | - Boi-1da - Frank Dukes - Vinylz          | 3:30 |
| 6.    | Best Life (featuring Chance the Rapper) | - Almanzar - Chancelor Bennett - Samuels - Allen Ritter | - Boi-1da - Allen Ritter                  | 4:44 |
| 7.    | I Like It (avec Bad Bunny et J Balvin)  | - Almanzar - Benito Martínez Ocasio - José Osorio - Tony Pabon - Manny Rodriguez | - J. White - Tainy - Invincible           | 4:13 |
| 8.    | Ring (featuring Kehlani)                | - Almanzar - Kehlani Parrish - Khari Cain - Mike Riley - Nija Charles | - Needlz - Scribz                         | 2:57 |
| 9.    | Money Bag                               | - Almanzar - White - Thorpe | J. White                                  | 3:49 |
| 10.   | Bartier Cardi (featuring 21 Savage)     | - Almanzar - Shayaa Abraham-Joseph - Samuel Gloade - Darryl McCorkell - Josiah Muhammad - Irvin Whitlow | - 30 Roc - Cheeze Beatz                   | 3:44 |
| 11.   | She Bad (avec YG)                       | - Almanzar - Keenon Jackson - Dijon McFarlane - Leslie Wakefield, Jr. | - DJ Mustard                              | 3:50 |
| 12.   | Thru Your Phone                         | - Almanzar - Benjamin Levin - Andrew Wotman - Louis Bell - Ali Tamposi - Justin Tranter | - Benny Blanco - Andrew Watt - Louis Bell | 3:08 |
| 13.   | I Do (featuring SZA)                    | - Almanzar - Solána Rowe - Shane Lindstrom - Kevin Gomringer - Tim Gomringer - Charles | - Murda Beatz - Cubeatz                   | 3:20 |
| 45:32 |                                         | |                                           |      |

## Classements hebdomadaires
| Classement (2018)                   | Meilleure place |
| ----------------------------------- | --------------- |
| Allemagne (Media Control AG)        | 39              |
| Australie (ARIA)                    | 5               |
| Autriche (Ö3 Austria Top 40)        | 21              |
| Belgique (Flandre Ultratop)         | 10              |
| Belgique (Wallonie Ultratop)        | 43              |
| Canada (Canadian Albums Chart)      | 1               |
| Danemark (Tracklisten)              | 6               |
| Écosse (OCC)                        | 18              |
| États-Unis (Billboard 200)          | 1               |
| États-Unis (Top R&B/Hip-Hop Albums) | 1               |
| Finlande (Suomen virallinen lista)  | 9               |
| France (SNEP)                       | 35              |
| Irlande (IRMA)                      | 2               |
| Italie (FIMI)                       | 37              |
| Norvège (VG-lista)                  | 4               |
| Nouvelle-Zélande (RIANZ)            | 2               |
| Pays-Bas (Mega Album Top 100)       | 7               |
| Royaume-Uni (UK Albums Chart)       | 5               |
| Suède (Sverigetopplistan)           | 7               |
| Suisse (Schweizer Hitparade)        | 20              |

## Certifications
| Pays                    | Certification | Unités certifiées |
| ----------------------- | ------------- | ----------------- |
| Canada (Music Canada)   | 2 × Platine   | 160 000           |
| Danemark (IFPI)         | Platine       | 20 000            |
| États-Unis (RIAA)       | 3 × Platine   | 3 000 000         |
| France (SNEP)           | Or            | 50 000            |
| Norvège (IFPI)          | Platine       | 20 000            |
| Nouvelle-Zélande (RMNZ) | Platine       | 15 000            |
| Pologne (ZPAV)          | Or            | 10 000            |
| Royaume-Uni (BPI)       | Or            | 100 000           |